# 本垒岩
本垒（Home Plate）岩石位于火星哥伦比亚丘陵中一处方圆约90米的高地内，因其形状与棒球本垒相似而被非正式地命名。本垒是一块岩石露头，似乎显示出层状特征。 
自2006年以来，火星探测漫游者“勇气号”火星车对高地进行了广泛的研究。但该车在高地东北部被松散的颗粒物卡住，2010年3月22日与地球进行了最后一次通讯。

## 探测
2006年2月7日（任务的第744个太阳日），勇气号抵达了本垒岩石，由于电力问题，在转移至低脊保护区前，用它的机械臂完成了一项科学调查。
“勇气号”在本垒北侧边缘度过了第三个火星冬季。

## 起源
科学家们现在相信本垒岩是一块爆炸性的火山沉积物，它被玄武岩沉积物包围，据信这些沉积物是在与水接触时所爆炸产生。环周边岩石中的高浓度氯离子进一步支持了盐水的存在，爆炸坑（通常在火山灰层中发现的薄层）的存在也似乎证实了这一假设。
“勇气号”在本垒附近发现了一小片纯度为90%二氧化硅蛋白石的地块，该地块被认为是在酸性热液环境中形成的，这支持了本垒岩起源于火山爆发的理论，水也以水合物矿物的形式存在。
自2008年以来，科学家们认为这一构造是一处被侵蚀、古老且不再活跃的火山喷气孔例证。

## 图集

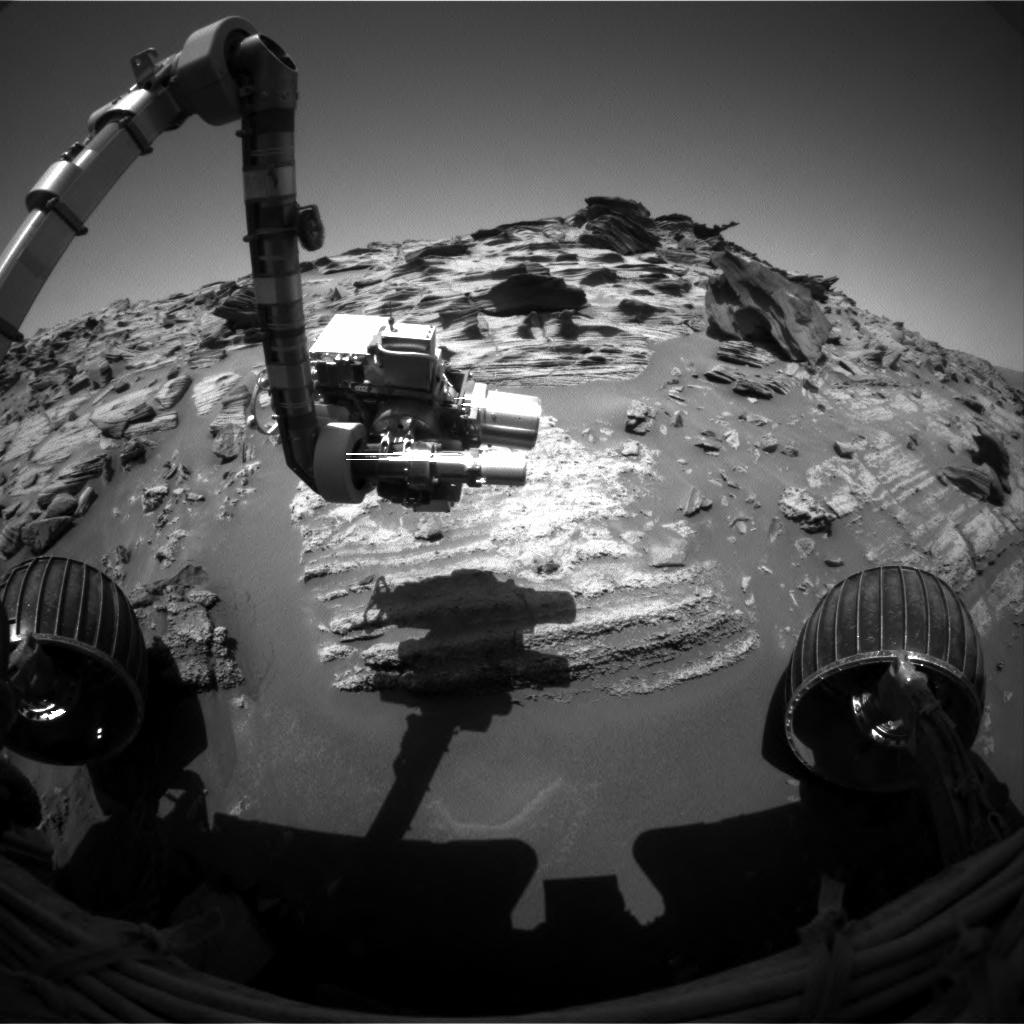
勇气号成像仪伸向本垒岩石
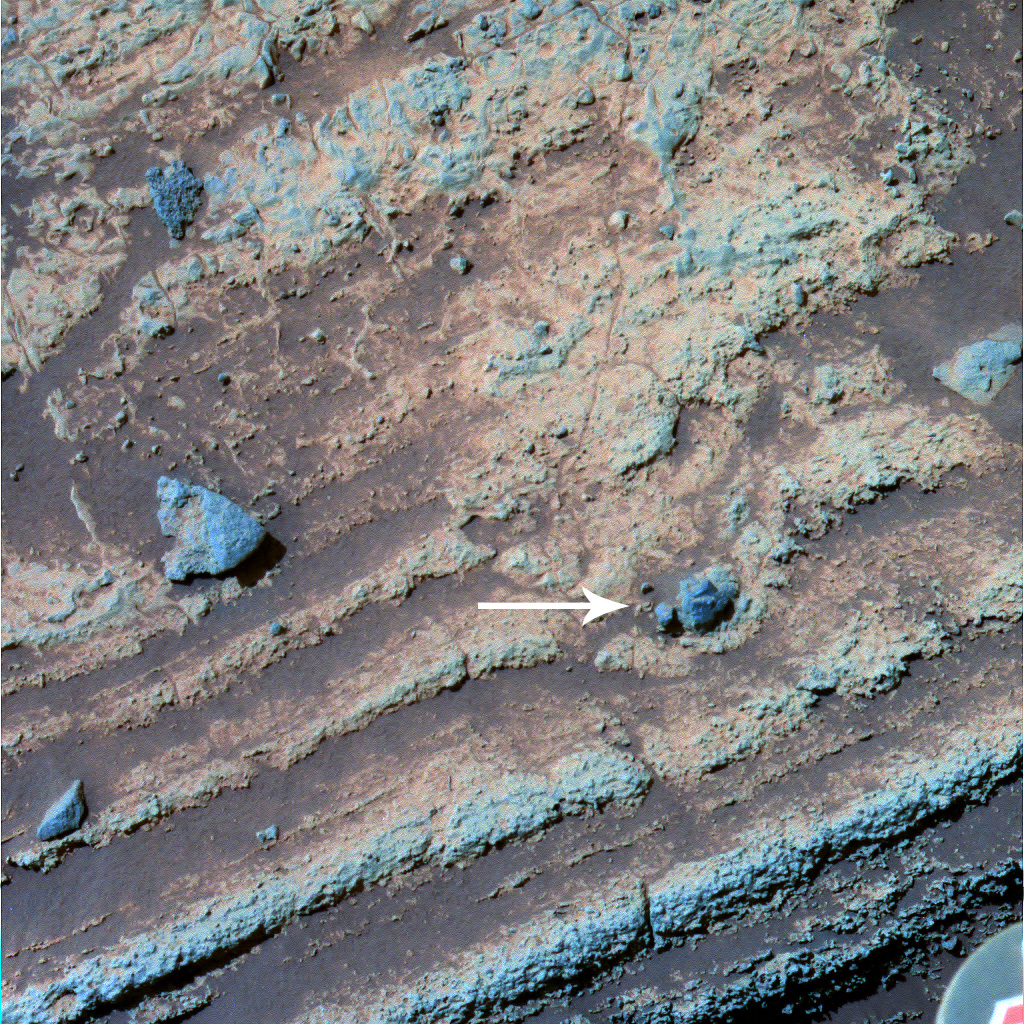
爆坑
奇石，通过“摆动立体图”进行“动画制作”。